# Georges Romathier
Georges Romathier est un artiste peintre et lithographe abstrait lyrique né dans le 4e arrondissement de Lyon le 6 janvier 1927, et mort à Boscamnant le 4 janvier 2017.
Après s'être installé à Magny-en-Vexin en 1953, à Thiais vers 1967, il vécut à Pommiers-Moulons (Charente-Maritime).  Pratiquant l'huile, l'aquarelle et la tempera, il appartenait à l'École de Paris.

## Biographie
Effectuant ses études secondaires à Lyon, le jeune Georges Romathier y travaille la peinture en solitaire jusqu'en 1952 où, gagnant Paris, il y fréquente l'Atelier du Vertbois qui s'est constitué autour du peintre Jean Lombard dans l'école communale de la rue du Vertbois où ce dernier a commencé quelques années plus tôt à donner des cours de peinture chaque week-end. C'est d'ailleurs là qu'il rencontrera Micheline Collette, qui deviendra sa femme. Bien qu'autodidacte, Georges Romathier se souviendra avec considération des conseils reçus alors de Jean Lombard.
Georges Romathier s'installe à Magny-en-Vexin en 1953 et, si sa première exposition se produit dans sa ville natale de Lyon en 1954, sa grande rencontre sera celle de Pierre Loeb (à qui il est présenté vers 1957 par Bernard Dufour et Paul Kallos) qui l'accueille dans "l'écurie" de sa galerie, au no 2 de la Rue des Beaux-Arts à Paris. De cette époque, où Georges Romathier se rapproche à nouveau de Paris en venant habiter Thiais, ses traits nous restent fixés par les portraits que la photographe Denise Colomb, sœur de Pierre Loeb, réalise dans l'atelier de l'artiste à Magny-en-Vexin, puis au cours d'une villégiature aux Baux-de-Provence: Georges Romathier travaille alors également chaque été en Provence, s'attachant à Eygalières, jusqu'à ce que, dans les années 1990, il se fixe en Charente-Maritime. « De la Provence à la Charente-Maritime, constate ainsi Lydia Harambourg, la lumière est au centre de ses préoccupations picturales. La lumière de l'Atlantique a modifié son regard du "dehors" et trouve avec l'encre de Chine et le brou de noix une densité particulière. L'impatience du geste retrouve la maîtrise naturelle inhérente à la pensée ».
« Ce qui m'intéresse, dit Georges Romathier, n'est pas tant ce qu'il y a devant moi, mais plutôt mes réactions. On me fournit l'occasion d'être quelqu'un devant le motif et ce qui m'intéresse c'est ce que je suis, ou plutôt ce que je vais découvrir de moi à travers le paysage ».
En 1953, Pierre Loeb déclarait « J'aime beaucoup Romathier. Il est noble et délicat et il a, malgré sa timidité, beaucoup de caractère. Je le crois grand peintre. Il n'est pas " brillant " mais il trace son sillon et y reste longtemps. Ce qui, chez d'autres apparemment de sa tendance, est superficiel, joli, élégant, est chez lui musclé, charnu. Et il réussit en travaillant ses petites études directement " sur nature " à trouver, à réaliser une synthèse. Le petit morceau de nature qu'il décrit devient vision du monde, en tout cas du pays, des terres, des arbres qu'il a sous les yeux. Art sans tricherie, sain, honnête. Et ce n'est pas si fréquent. En ce qui me concerne, il est un des seuls que je ne n'ai pas envie de décrocher du mur au bout de quelques jours. Sans doute pour son poids de vérité et de signification ».

## Expositions

### Expositions personnelles
- Galerie Pierre Lœb, Paris, 1959, 1962, 1963.
- Galerie Kriegel, Paris, 1965.
- Galerie Nane Stern, Paris, 1973, 1975, 1978.
- Galerie Étienne de Causans, Paris, 1973, 1976, 1977, 1978, 1983, 1986, 1987.
- Galerie Alvarez, Metz, mai 1975.
- Galerie Verrière, Lyon, juin 1975.
- Chapelle de Touques, juillet 1975.
- Galerie Frédéric Golland, Saint-Paul-de-Vence, août-septembre 1975.
- Galerie Davidson, Tours, octobre 1975.
- Romathier du temps de Pierre Lœb à aujourd'hui, Galerie Claude Aubry, Paris, 1979.
- Galerie L'Œil Écoute, Lyon, 1980.
- La petite Galerie, Lyon, 1980.
- E.L.A.C. (Espace lyonnais d'art contemporain), Lyon, 1981, 1982.
- Galerie Bellint, Paris, décembre 1983 - janvier 1984.
- Maison des arts, Évreux, 1985.
- Brins - Brou - Chine, expositions simultanées à la Galerie Bellint, Paris, à la Galerie Meurisse, Toulouse et à la Galerie Alice Chartier, Lyon, janvier-février 1986.
- Galerie Claude Aubry, Paris, 1986, 1995.
- Galerie Alice Chartier, Lyon, 1987, 1989, 1991, 1994, 1998.
- Galerie J, Saint-Dié-des-Vosges, 1987, 1989.
- Temperas, Galerie Leif Stähle, 1990, 1991.
- Galerie La Pagode, Marseille, 1992.
- Galerie J, Strasbourg, 1992.
- Rétrospective Georges Romathier, Centre d'art contemporain, Istres, 1999.
- Galerie Ombre et Lumière, Saint-Malo, 2011.
- Galerie Henri Chartier, Lyon, février 2011[9], février mars 2014[10].
- Galerie Première Ligne (Cécile Odartchenko), Bordeaux, septembre 2015.
- Georges Romathier - Peintures récentes, Galerie Jean-Louis Mandon, Lyon (en collaboration avec la Galerie Henri Chartier, Lyon), février-mars 2016[6].

### Expositions collectives
- Galerie Grange, Lyon, 1954.
- Galerie Albert Loeb, New York, 1958, 1962.
- Salon du Sud-Est, Lyon, de 1958 à 1965.
- Salon de Mai, Paris, de 1958 à 1965.
- Huit peintres de trente ans, Galerie Pierre Loeb, Paris, 1959.
- Salon des réalités nouvelles, Paris, de 1960 à 1976, 1984.
- Exposition à l'occasion des États généraux du désarmement, Cercle Volney, Paris, mai 1963.
- 1er Salon international des Galeries Pilotes du Monde, Musée cantonal des beaux-arts de Lausanne, 1963.
- Rencontres, A.G.F.L., Lyon, 1963.
- Cent sculptures de peintres, Galerie Claude Bernard, Paris, 1963.
- Dessins, Galerie Jacques Massol, 1964.
- Salon Grands et Jeunes d'aujourd'hui, Paris, 1964, 1965.
- Pour une nouvelle conception du paysage - Trente cinq peintres présentés par Henry Galy-Carles et Jean-Jacques Lévêque : Gérald Collot, Corneille, Géula Dagan, Olivier Debré, James Guitet, Paul Kallos, Robert Lapoujade, Jean Le Moal, Raymond Moisset, Zoran Mušič, Georges Romathier, Key Sato, Raoul Ubac, Robert Wogensky..., Galerie L'Atelier, Toulouse, décembre 1964 - janvier 1965.
- Cent ans de peinture Lyonnaise, Musée d'Annecy, 1965.
- Donner à voir le paysage, Galerie Zunini, Paris, 1966.
- D'après le paysage - Paul Ackerman, Olivier Debré, Jean Messagier, Paul Rebeyrolle, Georges Romathier, Léon Zack, Galerie Max Kaganovitch, Paris, mars-avril 1968.
- L'homme du XXe siècle, Galerie Vercamer, Paris, 1968.
- Les exposants 1960-1970, Galerie Kriegel, Paris, 1970.
- L'art dans la ville, Fontainebleau, 1970.
- Nature, source de l'homme, Institut national d'éducation populaire, Marly-le-Roi, et Prieuré de Vivoin, 1971.
- Labyrinthe, Château de Tremblay et Maison des arts et loisirs, Laon, 1971.
- Aspects de l'art actuel, Halle aux blés, Alençon, 1972.
- L'homme, la terre, l'eau, le ciel - Aspects de la peinture française au XIXe siècle et peintres contemporains, Galerie Étienne de Causans, Paris, 1973.
- Regards sur l'avenir de la peinture figurative française, Tokyo, 1973.
- ART T, Mulhouse, 1974.
- Cinq peintres au présent (présentation de Jean-Jacques Lévêque), Maison es arts et Loisirs, Laon, 1974.
- Figuration d'aujourd'hui, Halle aux blés, Alençon, 1974.
- Sept peintres, sept pianistes, Galerie Nane Stern, Paris, 1975.
- Musée de Melun, novembre 1975.
- Exposition itinérante: Trente créateurs d'aujourd'hui, revue Galerie Jardin des Arts, 1975.
- Peintures lyriques, Centre d'art contemporain de Lacoux, 1977.
- Octologue pictural, ou huit façons de peindre, Centre culturel Elsa-Triolet, Saint-Cyr-l'École, 1977.
- Hommage à Pierre Loeb, Musée d'art moderne de la ville de Paris, juin-septembre 1979.
- Hommage à Pierre Loeb, Musée d'Ixelles, octobre-décembre 1979.
- L'endroit de l'envers, Galerie "Le temps de voir" Sens (Yonne), 1980.
- Vingt ans d'une galerie de province : Galerie L'Œil écoute - Olivier Debré, Aline Gagnaire, Pierre Graziani, Jean-Jacques Morvan, Michel Moskovtchenko…, Espace lyonnais d'art contemporain, Lyon, mars-mai 1982.
- Galerie Bellint, Paris, 1983.
- FIAC, Paris (stand Galerie Bellint), 1984.
- Forum des arts plastiques en Ile-de-France, Les Ulis - Saint-Cloud, 1988.
- Foires internationales: Art Frankfurt, Stockholm Art Fair, Art Los Angeles, Art Bâle, FIAC Paris, 1990.
- Art Frankfurt, Stockholm Art Fair, Art Bâle, FIAC Paris, 1991.
- Stockholm Art Fair, FIAC Paris, 1992.
- De Bonnard à Baselitz, dix ans d'enrichissements du Cabinet des estampes, 1978-1988, Bibliothèque nationale de France, 1992[11].
- Stockholm Art Fair, 1993.
- Cinquantième anniversaire de l'École de Paris - Cent peintres vivants de l'École de Paris, Maison de l'UNESCO, Paris, 1994.
- Un critique et ses amis - Carte blanche à Jean-Jacques Lerrant, Polaris, Corbas, 1996.

## Réception critique
- « Appuyé sur un vif sentiment charnel de la nature, de la terre, de sa violence organique, son œuvre est celui d'un paysagiste abstrait. Ces dernières années, son expressionnisme gestuel a trouvé encore plus de souplesse au moyen de la tempera, de l'encre de Chine et de l'aquarelle. » - Claudine Martin et Patrice Cotensin[12]
- « La violence du geste de Romathier est mise en ordonnance formelle avec certaines plages presque liquides, de telle sorte qu'en surgissent d'autres strates ou d'autres lumières: l'épaisseur torturée jouxte le lissé des transparences, l'effusion et la révolte, la pulsion et la dépression. » - L. Malle[12]
- « Il évolue du végétal au cosmique, du matiérisme au gestuel. Il s'inspire du paysage réalisant des aquarelles sur le motif, puis s'en détache ou plutôt n'en retient que le souffle. » - Dictionnaire Bénézit[13]
- « Le geste de Georges Romathier est ample, à la mesure de la préhension de l'espace qui l'entoure. Une gestuelle libre qui lève sur la feuille les signes du réel... Entre vitesse et maîtrise, mouvement et immobilité, chaque trait, chaque zébrure, chaque ligne virevoltante reverbère une sensation organique, une pulsion qui délivre une dramaturgie plastique de l'ombre et de la lumière. La dynamique du geste reconduite dans un travail sériel reprend à son compte toutes les interrogations du peintre et son dialogue avec la nature. » - Lydia Harambourg[14]

## Prix et distinctions
- Prix de la Critique de l'Association des critiques d'art lyonnais, 1981.

## Collections publiques
- Maison de la Culture du Havre.
- Musée des Beaux-Arts de Lyon.
- Département des estampes et de la photographie de la Bibliothèque nationale de France, Paris[11].
- Collège de France, Paris, Paysage de Peovence, huile sur toile 116x89cm, 1962 (dépôt du Centre national des arts plastiques)[15].
- Fonds d'art contemporain - Paris Collections, Paris, Branches, troncs et rochers, encre de Chine 50x65cm[16].
- Musée d'art moderne de la ville de Paris.
- Musée Pierre-Noël de Saint-Dié-des-Vosges.
- Musée d'art moderne et contemporain de Saint-Étienne, Sans titre, huile sur toile 92x65cm, 1961[17]..

### Filmographie
- La nature comme atelier, court-métrage de Laurent Brunet, durée 21 min, 1999.
- Le journal sensoriel, court-métrage de Laurent Brunet, durée 10 min, 1999.